# (889) Erynia
(889) Erynia – planetoida z pasa głównego asteroid okrążająca Słońce w ciągu 3 lat i 303 dni w średniej odległości 2,45 j.a. Została odkryta 5 marca 1918 roku w Landessternwarte Heidelberg-Königstuhl, w Heidelbergu przez Maxa Wolfa. Nazwa pochodzi od Erynii, bogiń zemsty w mitologii greckiej. Przed jej nadaniem planetoida nosiła oznaczenie tymczasowe (889) 1918 DG.